# Dieter Brenninger
Dieter Brenninger (16 de febrero de 1944) es un exfutbolista alemán.

## Vida
Brenninger nació en Altenerding, y empezó su carrera con SpVgg Altenerding. En 1962  es transfierido al FC Bayern Múnich de la Regionalliga Süd. En 1965 consiguió el ascenso a la Bundesliga., y posteriormente ganaría la Copa de Alemania cuatro veces en 1966, 1967, 1969, y 1971. Además, Brenninger ganaría el campeonato alemán en 1969. Su logro más grande fue la Recopa de Europa de la UEFA  en 1967 tras vencer al Rangers por 1–0.
Jugó un total de 190 partidos de Bundesliga para el Bayern; anotando un total de 59  goles.  En 1972, Brenninger fue transferido al VfB Stuttgart después de un breve período en el Young Boys de Suiza. Con el Stuttgart jugó en 81 partidos de Bundesliga anotando un total de 15 goles. Al final de su carrera, Brenninger tuvo un breve paso por el TSV 1860 Rosenheim antes de acabar su carrera en el mismo club con el cual empezó, el SpVgg Altenerding.
Dieter "Mucki" Brenninger conseguiría una aparición con la selección de fútbol de Alemania en 1969 en la victoria 1:0 ante Austria en un partido de eliminatoria mundialista.

## Palmarés
- DFB-Pokal: 1965–66, 1966–67, 1968–69, 1970–71
- Recopa de Europa de la UEFA: 1966–67
- Bundesliga: 1968–69